# Saara Kuugongelwa
Saara Kuugongelwa-Amadhila (født 12. oktober 1967) er en namibisk politiker, der har været Namibias premierminister siden 2015. Hun er medlem af South West Africa People's Organization (SWAPO) og har været medlem af Namibias nationalforsamling siden 1995. Hun var finansminister fra 2003 til 2015 og er den første kvindelige premierminister i Namibia.
Kuugongelwa-Amadhila har en æresdoktorgradi offentlige finanser og MSc i finansiel økonomi. Hun var økonom på præsidentens kontor i 1995 og generaldirektør for National Planning Commission fra 1995 til 2003.

## Tidligt liv og uddannelse
Saara Kuugongelwa blev født 12. oktober 1967 i Otamanzi i Sydvestafrika (det nuværende Namibia). Hun gik i eksil med SWAPO i 1980 i en alder af 13 og rejste til Sierra Leone i 1982 i en alder af 15. Hun gik på Koidu Girls Secondary School fra 1982 til 1984 og Saint Joseph's Secondary School fra 1984 til 1987. Fra 1991 til 1994 gik hun på Lincoln University i Pennsylvania, USA, hvor hun dimitterede med en MSc i finansiel økonomi.

## Politisk karriere
Kuugongelwa-Amadhila vendte tilbage til Namibia efter sin eksamen fra Lincoln University og fik en stilling som økonom i præsidentens kontor under Sam Nujoma. I 1995, efter kun et par måneder i jobbet, udnævnte Nujoma hende til parlamentet i en alder af 27 og gjorde hende til generaldirektør for National Planning Commission til en stilling med rang af minister. I 2003 forfremmede Nujoma hende til finansminister.
Sammen med præsident Hage Geingob blev hun taget i ed som Namibias premierminister den 21. marts 2015. Hun er den første kvinde, der har stillingen.

## Privatliv
Kuugongelwa er gift med forretningsmanden Onesmus Tobias Amadhila.